# Earnshill
Earnshill var en civil parish fram till 1933 då den blev en del av Curry Rivel, i grevskapet Somerset, i England. Civil parish var belägen 15 km från Taunton och hade 10 invånare år 1931. Byn nämndes i Domedagsboken (Domesday Book) år 1086, och kallades då Erneshel/Erneshele/Erneshelt.